# Frullania nodulosa
Frullania nodulosa là một loài rêu tản trong họ Jubulaceae. Loài này được (Reinw., Nees & Blume) Nees miêu tả khoa học lần đầu tiên năm 1845.